# Дев'ятир
Дев'яти́р (давніше: Einsingen) — село у Львівському районі Львівської області.
Вперше село згадується в історичних документах за XVI ст. В 1945 році радянсько-польський кордон пройшов через середину села. На польській стороні опинилась центральна частина села з церквою. По українській стороні кордону залишилась колишня німецька колонія Айнзінген, яку було перейменовано на Дев'ятир, та декілька присілків.

## Історія
Первісна назва села польського походження: Дев'ятирі (пол. Dziewięciory).[джерело?] У 1565–1566 роках село засноване Анджеєм Мишковським — люблінським каштеляном, любачівським старостою in cruda radice («на пустому місці»). У 1630 р. нараховувало 56 будинків. До 1778 року — королівське село в межах Любачівського староства, потім у складі камеральної власності; в 1818 році продане Францішкові Шроттові, потім швидко перейшло у власність Михайла Святкевича, а пізніше до його потомків; в другій половині XIX ст. належало да Фридерика Хауснера, Пауліни Бауман; на стику XIX i XX ст. довгий час залишалось у власності Віктора і Францішки Йорданів, потім перейшло у власність єврейських власників; на початку XX ст. маєток було розділено на менші частини.
Сусідство Потелича (осередку гончарства) i Старого Брусна (осередку каменярства) спричинилось до господарського розвитку села. На початку XVIII століття в селі працювало 17 гончарів, а ще на початку XX ст. на території колонії Айнзінген працювала каменеломня. Також в XVII ст. В Дев'ятирі існувала невелика руда і гута заліза, працював млин і корчми.
В центрі села розгалужувався головний шлях, що вів з Любачева через Горинець на схід до Потелича, Рави-Руської і Белза, а також на північ до Верхрати, який з'єднувався з місцевою дорогою, яка вела на північний захід, з Потелича до Старого Брусна.
Дата заснування парафії в Дев'ятирі є невідомою, але вже в XVIII ст., про місцеву церкву говорили, як про «стару». Стара дерев'яна греко-католицька церква Воздвиження Чесного Хреста згоріла 19 квітня 1834 року. В 1839 році було збудовано нову дерев'яну церкву. В 1951 році польська армія розібрала церкву, а матеріали було використано для будівництва мосту в Горинцю. Тепер на місці церкви залишились тільки фундаменти. В селі є також старий цвинтар і капличка біля джерела; зараз всі ці об'єкти знаходяться на польській стороні кордону.

### Демографія
До ІІ світової війни Дев'ятир складався з численних присілків: Долина Дунаєцька, Долина Попова, Мочари, Тростянка, Ковалі, Чорнії, Лосини, Сорочі Лози, Керниця, Луг, Солотвина, Грушки. Близько 1785 року між Дев'ятирем і Потеличем засновано німецьку колонію Айнзінген (нім. Einsingen).
На початку XVII ст. через село прокотилась хвиля економічних заворушень.
«Географічний словник Королівства Польського та інших земель слов'янських» так описує село Дев'ятир:
|  | Дев'ятир (пол. Dziewięcierz) — з Айнзінген і Сорочими Лозами, село в Рава-Руському повіті, 13 км від пошти в Рава-Руській, 4 км від римо-католицької парафії в Потеличу. Площа більшої власності: орної ріллі 295, лугів і городів 14, пасовищ 21, лісу 136 моргів; власність менша: орної ріллі 3003, лугів і городів 129, пасовищ 622, лісу 43 австрійських моргів. Населення становить 1822 чоловік (в тому числі 106 римо-католиків, 1497 греко-католиків). Греко-католицька парафія знаходиться в селі, належить до Потелицького деканату Перемишльської дієцезії. Є тут також однокласна школа з одним вчителем. В Потеличі існує копальня відбірної глини, яка розвозиться в далекі сторони для шкляних гут. |

Згідно з переписом населення з 1921 року, Дев'ятир (без колонії Айнзінген) нараховував 2012 жителів, у тому числі: 101 римо-католик, 1804 греко-католики, 53 євангелісти, 54 юдеїв.
В 1938 році село нараховувало 2750 жителів, у тому числі 2210 греко-католиків.
25 листопада 1938 р. розпорядженням міністра внутрішніх справ Польщі Айнзінген перейменовано на Дзєвєнцєж Мали. Село належало до Равського повіту. На 01.01.1939 в селі проживало 2260 мешканців, з них 2060 українців-грекокатоликів, 90 українців-римокатоликів, 10 поляків, 40 євреїв і 60 німців. У 1940 р. німців виселили до Ватерґав.
Село було частково зруйноване під час l i II світових воєн. Після останньої війни село було розділене на дві частини радянсько-польським кордоном. Центральна частина села, де стояла колись церква, опинилось на території Польщі, звідси українське населення було виселене польською владою під час операції Вісла. Тепер ця частина села знаходиться за 200 метрів від кордону. По українській стороні кордону залишилась колишня німецька колонія Айнзінґен (звідки німецьке населення було евакуйоване під час війни), яку було перейменовано на Дев'ятир, та декілька присілків.

## Відомі люди

### Народились
- Костянтин Чехович — український церковний і громадський діяч у Перемишлі
- Міхал Єжи Вандалін Мнішек — маршалок великий коронний.[4].
- Гедз Володимир (03.12.1969 - 30.05.2022) - уродженець с. Дев'ятир, мешканець с. Туринка, солдат 24 ОМБр. Загинув поблизу м. Гірське, Сєвєродонецького району, Луганської області. Поховали захисника 06.06.2022 на кладовищі с. Дев'ятир.
- Дучак Михайло (1998 - 09.02.2023) - солдат ЗСУ, загинув у районі с. Іванівське, Бахмутського району, Донецької області. Поховали захисника на кладовищі с. Дев'ятир.